# Carlisle (Indiana)
Carlisle – miasto w Stanach Zjednoczonych, w stanie Indiana, w hrabstwie Sullivan.

## Demografia
W roku 2000 miasto zamieszkiwało 2660 osób, a gęstość zaludnienia wynosiła 1985,1 osoby/km². W roku 2023 liczba mieszkańców spadła do 616 osób, a gęstość zaludnienia poniżej 460 osób/km². Na przestrzeni niespełna ćwierćwiecza zaludnienie Carlisle zmniejszyło się o ponad ¾ (spadek o 76,84%).